# اغويرزه
اغویرزه قرية صغيرة تتبع بلدة كوشكنار القابندية في محافظة هرمزغان تقع في جنوب إيران.

## السكان
عدد سكانها 120 نسمة في 35 عائلة، حسب تعداد السكان عام 2006م. وهم من أهل السنة والجماعة وعلى المذهب الشافعي. سكان هذه القرية من الأصول العربية ويتكلمون اللغتين العربية والفارسية، وفيها مسجد، ومدرسة، وعيادة صحية صغيرة.

## الزراعة
في القرية العديد من أشجار النخيل. وتوفر الماء المناسب أدى إلى وفرة المنتجات الزراعية، مثل: الشعير، القمح، والعدس والفاصوليا والبازلاء والذرة. فضلا عن 600 شجرة نخيل ثمارها من أجود أنواع التمور في المنطقة. كما يهتم أهالي القرية بالثروة الحيوانية.